# Heather Wahlquist
Heather Wahlquist est une actrice américaine née le 23 mai 1977 à Oklahoma City, Oklahoma (États-Unis).

## Biographie
Elle a grandi dans l'Oklahoma, elle a étudié au Seminole High School et elle a étudié la psychologie à l'université de l'Oklahoma.
Elle est mariée avec le réalisateur Nick Cassavetes.

## Filmographie
- 1998 : Simon Says : Bunny the lifeguard
- 2001 : Courrier du cœur (Good Advice) : Sarah
- 2002 : John Q : Julie Bird
- 2003 : The Incredible Mrs. Ritchie (TV) : Anne
- 2004 : N'oublie jamais (The Notebook) : Sara Tuffington
- 2006 : Alpha Dog : Wanda Haynes
- 2009 : Ma vie pour la tienne : Kelly
- 2012 : Yellow : Mary (et co-scénariste)